# Campeonato Mundial de Futsal de la AMF
El Campeonato Mundial de Futsal de la AMF es un torneo internacional de futsal o fútbol de salón, es uno de los tres torneos mundiales más importantes de la categoría futsal en el que compiten las selecciones nacionales de los países miembros de la Asociación Mundial de Futsal (AMF). Surgido en 1982, este evento deportivo estaba organizado por la extinta FIFUSA y se celebraba cada tres años, pero desde 2003, su organización corre a cargo de la AMF y se lleva a cabo cada cuatro años.
A mediados de 2021 se presentó una división en el fútbol de salón y actualmente existen dos confederaciones que desean regular este deporte compitiendo entre ellas. Una de esas organizaciones mundiales es la Asociación Mundial de Futsal y la otra es la Federación Internacional de Fútbol de Salón generando y naciendo la guerra entre AMF vs. FIFUSA por el dominio del fútbol de salón y también la FIFA hace parte de este conflicto por controlar el fútbol sala.
En 2023 la AMF realizó el Campeonato Mundial de Futsal de la AMF 2023 en México, en 2024 la FIFUSA llevó a cabo el Campeonato Mundial de Futsal de la FIFUSA 2024 en Colombia y en ese mismo año la FIFA por su parte organizó en Uzbekistán la Copa Mundial de Futsal de la FIFA 2024.
Actualmente mientras que en la AMF en la rama masculina el campeón reciente es la Selección de Paraguay , en FIFUSA el campeón actual es la Selección de Colombia  y en FIFA el campeón defensor es la Selección de Brasil .

## Historia

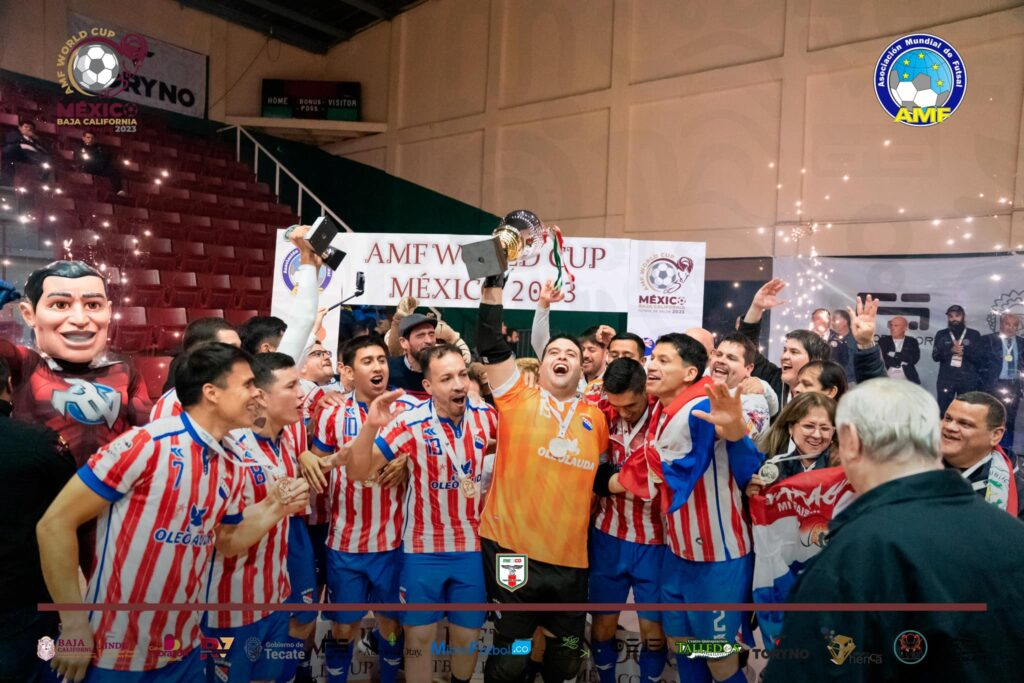
Paraguay saliendo campeón del mundo en futsal por cuarta vez en 2023

En julio de 1971, por iniciativa de la Confederación Sudamericana de Fútbol Sala y la Confederación Brasileña de Deportes, se constituyó en São Paulo (Brasil) la Federación Internacional de Fútbol Sala (FIFUSA). En su creación participaron Brasil, Argentina, Bolivia, Paraguay, Perú, Portugal y Uruguay. El primer presidente del Consejo Ejecutivo de FIFUSA fue João Havelange.
Durante los primeros años de existencia la entidad estuvo prácticamente inactiva a tal punto que casi desaparece por falta de recursos. En julio de 1980 fue elegido presidente de FIFUSA el brasileño Januário D'Alesio Neto. Él y su nueva Junta Directiva le dieron al fútbol de salón, gracias a su trabajo, la importancia actual y entró definitivamente en el círculo mundial.
Fue así como en 1982 la FIFUSA organizó su primer mundial en Brasil con la participación de 10 países: seis de América (Brasil, Paraguay, Uruguay, Colombia, Argentina y Costa Rica), tres de Europa (Italia, Países Bajos y Checoslovaquia) además de la participación de Japón como representante de Asia.
En 1985, el II Campeonato del Mundo de Fútbol de Salón se celebró en España con un gran éxito de espectadores. La final, que disputaron las selecciones de Brasil y España en el Palacio de los Deportes de Madrid, batió el récord de espectadores hasta esa fecha e incluso fue retransmitida por TVE.
Estos antecedentes le dieron un gran empujón al torneo que se siguió celebrando cada tres años en distintos países del mundo incluso en Australia. Hasta el VII Campeonato Mundial de 2000, la FIFUSA se encargó de organizar el torneo. Sin embargo, ante la desaparición de esta entidad en 2002, y el no llegar a un acuerdo de unificación con la FIFA se decidió por parte de la PANAFUTSAL crear la AMF, entidad que se ha encargado de regir este deporte. Ha organizado los últimos tres mundiales de fútbol de salón, que se han celebrado desde 2003 cada cuatro años. 
En 2011, la AMF a través de la Federación Colombiana de Fútbol de Salón logró la inscripción como autoridad oficial del futsal ante la Asociación Internacional de los Juegos Mundiales (IWGA en inglés), organizadores de los Juegos Mundiales, el segundo evento multideportivo más importante del mundo después de los Juegos Olímpicos organizados por el COI; esto permitió la realización del primer Torneo de Exhibición en los Juegos Mundiales de 2013 disputados en Cali.
En 2015, el Mundial se trasladó por primera vez a Europa del Este donde el deporte es muy popular. Allí tuvo a Bielorrusia como anfitrión y por primera vez participaron más equipos europeos (7) que sudamericanos (6).
En 2021 comienza a agrietarse el fútbol de salón en el mundo con la creación de otra liga de fútbol de salón en Colombia. Esto causa que en el 2022 se refunde la FIFUSA desligándose de la AMF y comenzado una rivalidad entre las dos organizaciones por el dominio del fútbol de salón. Actualmente mientras que en AMF el campeón actual es la selección de Paraguay, en la FIFUSA el campeón reciente es la selección de Colombia.

## Campeonatos
Pese a que la AMF se fundó en 2002 y sus Mundiales comenzaron a disputarse en 2003, en este cuadro se toman en cuenta los resultados de los mundiales de la FIFUSA original (1982-1988) y la PANAFUTSAL (1991-2000), a los que la AMF considera oficiales, y a los organizados por la propia AMF (2003 en adelante).
| Año                                                                         | Sede                                                                        | Campeón                                                                     | Resultado                                                                   | Subcampeón                                                                  | Tercer lugar                                                                | Resultado                                                                   | Cuarto lugar                                                                |
| Campeonatos organizados por la Federación Internacional de Fútbol de Salón. | Campeonatos organizados por la Federación Internacional de Fútbol de Salón. | Campeonatos organizados por la Federación Internacional de Fútbol de Salón. | Campeonatos organizados por la Federación Internacional de Fútbol de Salón. | Campeonatos organizados por la Federación Internacional de Fútbol de Salón. | Campeonatos organizados por la Federación Internacional de Fútbol de Salón. | Campeonatos organizados por la Federación Internacional de Fútbol de Salón. | Campeonatos organizados por la Federación Internacional de Fútbol de Salón. |
| --------------------------------------------------------------------------- | --------------------------------------------------------------------------- | --------------------------------------------------------------------------- | --------------------------------------------------------------------------- | --------------------------------------------------------------------------- | --------------------------------------------------------------------------- | --------------------------------------------------------------------------- | --------------------------------------------------------------------------- |
| 1982 Detalle                                                                | Brasil                                                                      | Brasil                                                                      | 1-0                                                                         | Paraguay                                                                    | Uruguay                                                                     | 0-0 (2-1) (p.)                                                              | Colombia                                                                    |
| 1985 Detalle                                                                | España                                                                      | Brasil                                                                      | 3-1                                                                         | España                                                                      | Paraguay                                                                    | 10-3                                                                        | Argentina                                                                   |
| 1988 Detalle                                                                | Australia                                                                   | Paraguay                                                                    | 2-1                                                                         | Brasil                                                                      | España                                                                      | 5-1                                                                         | Portugal                                                                    |
| 1991 Detalle                                                                | Italia                                                                      | Portugal                                                                    | 1-1 (3-2) (p.)                                                              | Paraguay                                                                    | Brasil                                                                      | 3-2                                                                         | Bolivia                                                                     |
| 1994 Detalle                                                                | Argentina                                                                   | Argentina                                                                   | 2-1 (t.s.)                                                                  | Colombia                                                                    | Uruguay                                                                     | 1-0                                                                         | Brasil                                                                      |
| 1997 Detalle                                                                | México                                                                      | Venezuela                                                                   | 4-0                                                                         | Uruguay                                                                     | Brasil                                                                      | 4-1                                                                         | Rusia                                                                       |
| 2000 Detalle                                                                | Bolivia                                                                     | Colombia                                                                    | 3-3 (3-1) (p.)                                                              | Bolivia                                                                     | Argentina                                                                   | 6-6 (6-5) (p.)                                                              | Rusia                                                                       |
| Campeonatos organizados por la Asociación Mundial de Futsal.                |                                                                             |                                                                             |                                                                             |                                                                             |                                                                             |                                                                             |                                                                             |
| 2003 Detalle                                                                | Paraguay                                                                    | Paraguay                                                                    | 5-4 (CF)                                                                    | Colombia                                                                    | Bolivia                                                                     | 4-1 (CF)                                                                    | Perú                                                                        |
| 2007 Detalle                                                                | Argentina                                                                   | Paraguay                                                                    | 1-0                                                                         | Argentina                                                                   | Colombia                                                                    | 6-4                                                                         | Perú                                                                        |
| 2011 Detalle                                                                | Colombia                                                                    | Colombia                                                                    | 8-2                                                                         | Paraguay                                                                    | Argentina                                                                   | 8-4                                                                         | Rusia                                                                       |
| 2015 Detalle                                                                | Bielorrusia                                                                 | Colombia                                                                    | 4-0                                                                         | Paraguay                                                                    | Argentina                                                                   | 7-1                                                                         | Bélgica                                                                     |
| 2019 Detalle                                                                | Argentina                                                                   | Argentina                                                                   | 3-2 (t.s)                                                                   | Brasil                                                                      | Paraguay                                                                    | 11-1                                                                        | Sudáfrica                                                                   |
| 2023 Detalle                                                                | México                                                                      | Paraguay                                                                    | 6-1                                                                         | Uruguay                                                                     | Colombia                                                                    | 2-0 (W.O.)                                                                  | Cataluña                                                                    |
| 2027 Detalle                                                                | Por definir                                                                 | Bandera de ?                                                                | -                                                                           | Bandera de ?                                                                | Bandera de ?                                                                | -                                                                           | Bandera de ?                                                                |

## Palmarés
La lista a continuación muestra a los equipos que han estado entre los cuatro mejores puestos de alguna edición del torneo.
En cursiva, los años en que el equipo logró dicha posición como local.
| Equipo    | Campeón                    | Subcampeón                 | Tercer lugar         | Cuarto lugar         |
| --------- | -------------------------- | -------------------------- | -------------------- | -------------------- |
| Paraguay  | 4 (1988, 2003, 2007, 2023) | 4 (1982, 1991, 2011, 2015) | 2 (1985, 2019)       |                      |
| Colombia  | 3 (2000, 2011, 2015)       | 2 (1994, 2003)             | 2 (2007, 2023)       | 1 (1982)             |
| Brasil    | 2 (1982, 1985)             | 2 (1988, 2019)             | 2 (1991, 1997)       | 1 (1994)             |
| Argentina | 2 (1994, 2019)             | 1 (2007)                   | 3 (2000, 2011, 2015) | 1 (1985)             |
| Portugal  | 1 (1991)                   |                            |                      | 1 (1988)             |
| Venezuela | 1 (1997)                   |                            |                      |                      |
| Uruguay   |                            | 2 (1997, 2023)             | 2 (1982, 1994)       |                      |
| Bolivia   |                            | 1 (2000)                   | 1 (2003)             | 1 (1991)             |
| España    |                            | 1 (1985)                   | 1 (1988)             |                      |
| Rusia     |                            |                            |                      | 3 (1997, 2000, 2011) |
| Perú      |                            |                            |                      | 2 (2003, 2007)       |
| Bélgica   |                            |                            |                      | 1 (2015)             |
| Sudáfrica |                            |                            |                      | 1 (2019)             |
| Cataluña  |                            |                            |                      | 1 (2023)             |

## Tabla general histórica
- Se suman las estadísticas de los mundiales de la FIFUSA original (1982-1988), la PANAFUTSAL (1991-2000) y la AMF (2003-act). No se cuentan las estadísticas de la FIFUSA reciente (2024-act).

| Pos. | Equipo                          | Pts | N.º | J  | G  | E | P  | GF  | GC  | Dif. | Rend.  |
| ---- | ------------------------------- | --- | --- | -- | -- | - | -- | --- | --- | ---- | ------ |
| 1    | Paraguay                        | 134 | 12  | 80 | 64 | 6 | 10 | 421 | 141 | +280 | 83,75% |
| 2    | Colombia                        | 115 | 11  | 71 | 54 | 7 | 10 | 426 | 123 | +303 | 80,98% |
| 3    | Brasil                          | 106 | 11  | 73 | 49 | 8 | 16 | 373 | 136 | +237 | 72,60% |
| 4    | Argentina                       | 101 | 12  | 74 | 47 | 7 | 20 | 327 | 181 | +146 | 68,24% |
| 5    | Uruguay                         | 81  | 12  | 65 | 37 | 7 | 21 | 224 | 139 | +85  | 62,30% |
| 6    | España                          | 54  | 7   | 43 | 25 | 4 | 14 | 186 | 100 | +86  | 61,36% |
| 7    | Bolivia                         | 53  | 7   | 44 | 24 | 5 | 19 | 216 | 138 | +78  | 60,22% |
| 8    | Rusia                           | 46  | 7   | 39 | 19 | 8 | 12 | 177 | 115 | +62  | 58,97% |
| 9    | Venezuela                       | 40  | 7   | 36 | 18 | 4 | 14 | 150 | 75  | +75  | 55,5%  |
| 10   | República Checa                 | 37  | 10  | 48 | 16 | 5 | 27 | 125 | 144 | -19  | 38,54% |
| 11   | Portugal                        | 36  | 5   | 31 | 16 | 4 | 11 | 110 | 65  | +45  | 58,06% |
| 12   | Perú                            | 23  | 4   | 21 | 11 | 1 | 9  | 86  | 75  | +11  | 54,76% |
| 13   | Bielorrusia                     | 23  | 6   | 29 | 11 | 1 | 17 | 96  | 111 | -15  | 39,65% |
| 14   | Costa Rica                      | 21  | 9   | 33 | 10 | 0 | 23 | 90  | 159 | -69  | 30,88% |
| 15   | Marruecos                       | 17  | 6   | 23 | 8  | 1 | 14 | 75  | 129 | -54  | 36,95% |
| 16   | Cataluña                        | 16  | 4   | 17 | 7  | 2 | 8  | 72  | 69  | +3   | 47,05% |
| 17   | Australia                       | 16  | 9   | 32 | 8  | 2 | 22 | 110 | 161 | -51  | 25%    |
| 18   | México                          | 16  | 6   | 28 | 5  | 6 | 17 | 70  | 122 | -52  | 28,57% |
| 19   | Eslovaquia                      | 12  | 8   | 17 | 5  | 2 | 10 | 38  | 66  | -28  | 28,94% |
| 20   | Bélgica                         | 13  | 5   | 19 | 6  | 1 | 12 | 62  | 98  | -36  | 34,21% |
| 20   | Bélgica                         | 11  | 5   | 19 | 5  | 1 | 13 | 54  | 106 | -52  | 28,94% |
| 21   | Canadá                          | 11  | 8   | 28 | 4  | 3 | 21 | 73  | 160 | -87  | 19,64% |
| 22   | Estados Unidos                  | 10  | 6   | 21 | 5  | 0 | 16 | 34  | 199 | -165 | 23,80% |
| 23   | Ecuador                         | 8   | 3   | 10 | 4  | 0 | 6  | 42  | 74  | -32  | 40%    |
| 24   | Francia                         | 8   | 3   | 15 | 4  | 0 | 11 | 33  | 93  | -60  | 26,66% |
| 25   | Italia                          | 8   | 3   | 20 | 4  | 0 | 16 | 53  | 124 | -71  | 20%    |
| 26   | Sudáfrica                       | 6   | 1   | 6  | 3  | 0 | 3  | 23  | 37  | -14  | 50%    |
| 27   | Puerto Rico                     | 6   | 2   | 9  | 3  | 0 | 6  | 18  | 44  | -26  | 33,33% |
| 28   | Israel                          | 6   | 3   | 12 | 3  | 0 | 9  | 25  | 69  | -44  | 33,33% |
| 28   | Israel                          | 4   | 3   | 12 | 2  | 0 | 10 | 77  | 69  | -67  | 33,33% |
| 29   | Curazao                         | 5   | 2   | 7  | 2  | 1 | 4  | 19  | 44  | -25  | 35,71% |
| 30   | Chile                           | 5   | 3   | 10 | 2  | 1 | 7  | 23  | 49  | -26  | 25%    |
| 31   | Inglaterra                      | 5   | 2   | 9  | 2  | 1 | 6  | 27  | 64  | -37  | 27,78% |
| 32   | Ucrania                         | 4   | 1   | 3  | 2  | 0 | 1  | 10  | 9   | +1   | 66,66% |
| 33   | Noruega                         | 4   | 3   | 9  | 2  | 0 | 7  | 30  | 54  | -24  | 22,22% |
| 34   | Países Bajos                    | 4   | 2   | 7  | 2  | 0 | 5  | 10  | 39  | -29  | 28,57% |
| 35   | Antillas Neerlandesas           | 4   | 2   | 8  | 2  | 0 | 6  | 21  | 94  | -73  | 25%    |
| 36   | Japón                           | 4   | 5   | 16 | 2  | 0 | 14 | 17  | 135 | -118 | 12,5%  |
| 37   | Unión Soviética                 | 2   | 1   | 3  | 1  | 0 | 2  | 5   | 15  | -10  | 33,33% |
| 38   | Hungría                         | 1   | 1   | 6  | 0  | 1 | 5  | 17  | 53  | -36  | 8,33%  |
| 39   | Angola                          | 0   | 1   | 3  | 0  | 0 | 3  | 6   | 10  | -4   | 0%     |
| 40   | Osetia del Sur                  | 0   | 1   | 3  | 0  | 0 | 3  | 6   | 12  | -6   | 0%     |
| 41   | Armenia                         | 0   | 1   | 3  | 0  | 0 | 3  | 0   | 6   | -6   | 0%     |
| 42   | India                           | 0   | 1   | 4  | 0  | 0 | 4  | 0   | 8   | -8   | 0%     |
| 43   | Pakistán                        | 0   | 1   | 4  | 0  | 0 | 4  | 0   | 8   | -8   | 0%     |
| 44   | Kirguistán                      | 0   | 1   | 3  | 0  | 0 | 3  | 2   | 13  | -11  | 0%     |
| 45   | Nepal                           | 0   | 1   | 4  | 0  | 0 | 4  | 6   | 22  | -16  | 0%     |
| 46   | Moldavia                        | 0   | 1   | 3  | 0  | 0 | 3  | 11  | 38  | -27  | 0%     |
| 47   | República Democrática del Congo | 0   | 1   | 3  | 0  | 0 | 3  | 2   | 41  | -39  | 0%     |
| 48   | Nueva Zelanda                   | 0   | 3   | 8  | 0  | 0 | 8  | 9   | 62  | -53  | 0%     |

## Participaciones mundialistas
| N.º  | Selección                       | TJ | Participación | Participación | Participación | Participación | Participación | Participación | Participación | Participación | Participación | Participación | Participación | Participación | Participación | Participación |
| N.º  | Selección                       | TJ | 82            | 85            | 88            | 91            | 94            | 97            | 00            | 03            | 07            | 11            | 15            | 19            | 23            | 27            |
| ---- | ------------------------------- | -- | ------------- | ------------- | ------------- | ------------- | ------------- | ------------- | ------------- | ------------- | ------------- | ------------- | ------------- | ------------- | ------------- | ------------- |
| 1.º  | Paraguay                        | 12 | 2.º           | 3.º           | 1º.           | 2.º           | CF            | -             | CF            | 1.º           | 1.º           | 2.º           | 2.º           | 3.º           | 1.º           | -             |
| 2.º  | Colombia                        | 11 | 4.º           | -             | -             | 2F            | 2.º           | CF            | 1.º           | 2.°           | 3º            | 1.º           | 1.º           | CF            | 3.º           | -             |
| 3.º  | Brasil                          | 12 | 1°.           | 1.º           | 2.º           | 3.º           | 4.º           | 3.º           | CF            | CF            | -             | PF            | PF            | 2.º           | CF            | -             |
| 4.º  | Argentina                       | 12 | PF            | 4.°           | 2F            | CF            | 1.º           | CF            | 3.º           | CF            | 2.º           | 3.º           | 3.º           | 1.º           | -             | -             |
| 5.º  | Uruguay                         | 12 | 3.º           | 2F            | 2F            | 2F            | 3.º           | 2.º           | 2F            | -             | PF            | PF            | CF            | PF            | 2.º           | -             |
| 6.º  | Bolivia                         | 8  | -             | -             | -             | 4.º           | CF            | 2F            | 2.º           | 3.º           | CF            | -             | -             | PF            | PF            | -             |
| 7.º  | España                          | 7  | -             | 2.º           | 3.º           | CF            | CF            | 2F            | CF            | CF            | NA            | -             | -             | -             | -             | -             |
| 8.º  | Rusia                           | 7  | -             | -             | -             | -             | 2F            | 4.º           | 4.°           | CF            | PF            | 4.º           | CF            | NA            | -             | -             |
| 9.º  | Venezuela                       | 6  | -             | -             | -             | CF            | CF            | 1.º           | -             | -             | PF            | CF            | PF            | -             | NA            | -             |
| 10.º | República Checa                 | 10 | PF            | 2F            | 2F            | CF            | 2F            | 2F            | -             | PF            | CF            | PF            | CF            | -             | -             | -             |
| 11.º | Portugal                        | 5  | -             | PF            | 4.º           | 1.º           | 2F            | 2F            | -             | -             | -             | -             | -             | -             | -             | -             |
| 12.º | Bielorrusia                     | 6  | -             | -             | -             | -             | 2F            | CF            | CF            | PF            | -             | CF            | CF            | -             | -             | -             |
| 13.º | Costa Rica                      | 8  | PF            | PF            | PF            | NA            | 2F            | CF            | PF            | PF            | PF            | -             | -             | -             | -             | -             |
| 14.º | Perú                            | 4  | -             | -             | -             | -             | -             | -             | -             | 4.°           | 4.º           | CF            | -             | -             | PF            | -             |
| 15.º | Australia                       | 8  | -             | PF            | 2F            | 2F            | -             | -             | PF            | PF            | -             | NA            | PF            | PF            | PF            | -             |
| 16.º | Bélgica                         | 5  | -             | -             | -             | -             | -             | PF            | PF            | PF            | CF            | NA            | 4.º           | -             | -             | -             |
| 17.º | México                          | 6  | -             | -             | -             | 2F            | 2F            | PF            | 2F            | -             | -             | PF            | NA            | -             | CF            | -             |
| 18.º | Cataluña                        | 4  | -             | -             | -             | -             | -             | -             | -             | -             | PF            | CF            | NA            | CF            | 4.º           | -             |
| 19.º | Eslovaquia                      | 4  | -             | -             | -             | -             | 2F            | PF            | 2F            | -             | -             | -             | PF            | -             | -             | -             |
| 20.º | Marruecos                       | 6  | -             | -             | -             | -             | PF            | PF            | PF            | -             | -             | -             | PF            | CF            | SF            | -             |
| 21.º | Ecuador                         | 3  | -             | -             | -             | -             | -             | -             | -             | PF            | CF            | PF            | NA            | -             | -             | -             |
| 22.º | Israel                          | 3  | -             | -             | -             | 2F            | PF            | PF            | -             | -             | -             | -             | -             | -             | -             | -             |
| 23.º | Italia                          | 6  | PF            | -             | PF            | PF            | PF            | -             | -             | PF            | NA            | -             | NA            | PF            | -             | -             |
| 24.º | Canadá                          | 8  | -             | PF            | PF            | PF            | 2F            | -             | -             | PF            | PF            | PF            | NA            | NA            | PF            | -             |
| 25.º | Sudáfrica                       | 1  | -             | -             | -             | -             | -             | -             | -             | -             | -             | -             | -             | 4.º           | -             | -             |
| 26.º | Puerto Rico                     | 2  | -             | -             | -             | 2F            | PF            | -             | -             | -             | -             | -             | -             | -             | -             | -             |
| 27.º | Francia                         | 3  | -             | -             | -             | 2F            | -             | -             | -             | -             | -             | -             | -             | CF            | PF            | -             |
| 28.º | Curazao                         | 2  | -             | -             | -             | -             | -             | -             | -             | -             | -             | -             | PF            | PF            | -             | -             |
| 29.º | Inglaterra                      | 2  | -             | -             | PF            | 2F            | -             | -             | -             | -             | -             | -             | -             | -             | -             | -             |
| 30.º | Ucrania                         | 1  | -             | -             | -             | -             | -             | -             | -             | PF            | -             | -             | -             | -             | -             | -             |
| 31.º | Noruega                         | 3  | -             | -             | -             | -             | -             | -             | -             | PF            | PF            | -             | PF            | -             | -             | -             |
| 32.º | Países Bajos                    | 2  | PF            | PF            | -             | -             | -             | -             | -             | -             | -             | -             | -             | -             | -             | -             |
| 33.º | Antillas Neerlandesas           | 2  | -             | -             | -             | -             | -             | -             | 2F            | PF            | -             | -             | -             | -             | -             | -             |
| 34.º | Japón                           | 5  | PF            | PF            | PF            | PF            | -             | PF            | -             | -             | -             | -             | -             | -             | -             | -             |
| 35.º | Estados Unidos                  | 6  | -             | -             | PF            | PF            | PF            | PF            | -             | -             | -             | -             | -             | PF            | CF            | -             |
| 36.º | Unión Soviética                 | 1  | -             | -             | -             | PF            | -             | -             | -             | -             | -             | -             | -             | -             | -             | -             |
| 37.º | Chile                           | 2  | -             | -             | -             | -             | NA            | -             | -             | -             | PF            | -             | NA            | -             | PF            | -             |
| 38.º | Hungría                         | 2  | -             | -             | PF            | PF            | -             | -             | -             | -             | -             | -             | -             | -             | -             | -             |
| 39.º | Nueva Zelanda                   | 2  | -             | -             | PF            | NA            | -             | -             | -             | -             | -             | PF            | -             | -             | -             | -             |
| 40.º | Angola                          | 1  | -             | -             | -             | -             | -             | PF            | -             | -             | -             | -             | -             | -             | -             | -             |
| 41.º | Osetia del Sur                  | 1  | -             | -             | -             | -             | -             | -             | -             | -             | -             | PF            | -             | -             | -             | -             |
| 42.º | Kirguistán                      | 1  | -             | -             | -             | -             | -             | -             | -             | -             | -             | -             | PF            | -             | -             | -             |
| 43.º | Nepal                           | 1  | -             | -             | -             | -             | -             | -             | -             | -             | -             | -             | -             | PF            | -             | -             |
| 44.º | Moldavia                        | 1  | -             | -             | -             | -             | PF            | -             | -             | -             | -             | -             | -             | -             | -             | -             |
| 45.º | República Democrática del Congo | 1  | -             | -             | -             | -             | -             | -             | -             | PF            | -             | -             | -             | -             | -             | -             |
| 46.º | Armenia                         | 0  | -             | -             | -             | -             | NA            | -             | -             | -             | -             | -             | -             | -             | -             | -             |
| 47.º | Letonia                         | 0  | -             | -             | -             | -             | -             | -             | -             | -             | -             | NA            | -             | -             | -             | -             |
| 48.º | País Vasco                      | 0  | -             | -             | -             | -             | -             | -             | -             | -             | -             | -             | NA            | -             | -             | -             |
| 49.º | República de China              | 0  | -             | -             | -             | -             | -             | -             | -             | -             | -             | -             | NA            | -             | -             | -             |
| 50.º | Pakistán                        | 0  | -             | -             | -             | -             | -             | -             | -             | -             | -             | -             | -             | NA            | -             | -             |
| 51.º | India                           | 0  | -             | -             | -             | -             | -             | -             | -             | -             | -             | -             | -             | -             | NA            | -             |

### Ítems
- 1.º= Campeón
- 2.º= Subcampeón
- 3.º= Tercer lugar
- 4.º= Cuarto lugar
- CF= Cuartos de final
- PF= Primera fase
- SF= Semifinales
- 2F= Segunda fase
- NA= No asistió (clasificado pero no pudo participar)
- -= No participó
- Q= Clasificado
- Q= Posiblemente clasificado
- QS = Candidato suplente o de emergencia en caso de que alguna selección clasificada no pueda asistir al torneo en cuestión
- Q* = En duda su clasificación
- = Sede

### Mundial AMF 2027
CSFS (Sudamérica)
(9 cupos)